# Jürgen Heckmanns

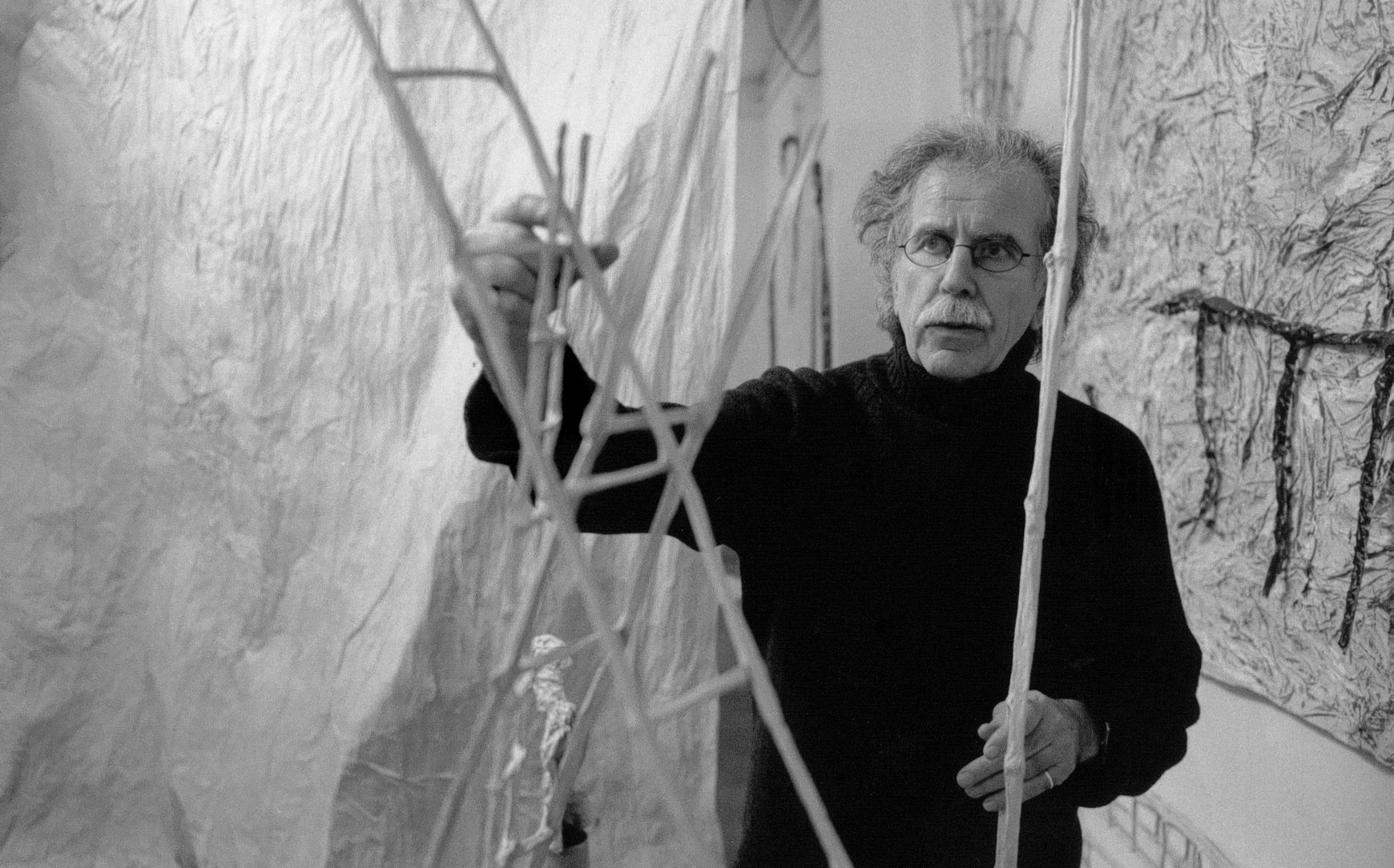
Jürgen Heckmanns in seinem Atelier (2005)

Jürgen Heckmanns (* 18. Oktober 1939 in Mülheim an der Ruhr; † 20. Januar 2019 in Herford) war ein deutscher Künstler und Hochschullehrer.

## Leben
Heckmanns studierte Philosophie, Germanistik, Kunst und Geographie von 1959 bis 1969 in Freiburg, Kassel und Aachen. Von 1969 bis 1973 war er Kunsterzieher an dem Krefelder Fichte-Gymnasium. Zunächst wurde er Dozent an der Gesamthochschule Duisburg (1973–1979), dann Dozent der Film- und Videowerkstatt an der Universität Bielefeld (1980–2003). Er wurde 2003 zum Professor h. c. ernannt. Heckmanns arbeitete über die Jahrzehnte als Künstler und Kunsterzieher mit den unterschiedlichsten Medien und Kunstformen, von Video über Grafiken bis hin zu Plastiken und Installationen.
Heckmanns war verheiratet und hat zwei Kinder. Der Schriftsteller und Dramatiker Martin Heckmanns ist sein Sohn.

## Hintergrund
Zusammen mit seinen Studierenden realisierte Heckmanns Kunstprojekte wie „multimediale Projekte mit Projektionen, Schauspiel, Musik. [...] Lange waren Film- und Video Schwerpunkt seiner Praxis und Lehre“, im Rahmen einer Medienpädagogik, der es um den selbstbestimmten Umgang mit Medien geht, die „entzaubert“ werden sollten. Als Regisseur realisierte Heckmanns eine Reihe von dokumentarischen und fiktionalen Filmen, häufig zusammen mit dem Kameramann Hans Albrecht Lusznat.
Als Künstler wurde Heckmanns durch seine Arbeiten mit Papier am bekanntesten. Anlässlich eines Atelierbesuchs 2016 bei dem zu diesem Zeitpunkt seit dreizehn Jahren pensionierten Heckmanns, schreibt die Neue Westfälische Zeitung: „Filigrane Welten aus Papier oder Naturmaterialien, Zeichnungen, Übermalungen und Gefundenes finden sich im Atelier des Künstlers Jürgen Heckmanns [...] Leitern, Licht, Leichtigkeit beschreiben einen Teil seines Schaffens, übermalte oder zerknitterte Zeitungsfotos werden zu bissigen Kommentaren der Gegenwart, tanzende Figürchen hängen von der Decke, zusammengekehrter Staub wird zum Objekt für sich.“
Das Westfalen-Blatt stellte 2019 fest, Heckmanns habe sich seit Jahrzehnten einen Namen als „Papierkünstler“ gemacht, „der sein Material ins Dreidimensionale formt und faltet“.  Für den Schriftsteller Jürgen Buchmann verbirgt sich hinter der Entscheidung Heckmanns, Kunst aus Papier zu machen, eine programmatische Entscheidung: „In wundersamer Verwandlung übernehmen vergilbte Zeitungen, Makulatur, Verpackungen, Umschläge und Zettel die Rolle von Bronze, Stein und Marmor. [...] Wenn sich Heckmanns Papierkunst in Abkehr vom glamour der Warenwelt dem Unscheinbaren und Übersehenen, dem Gefährdeten und Verschwindenden zuwendet, wenn sie das Repräsentative scheut und ihm das Fragment und den Zufallsfund vorzieht, macht sie damit ihr Mißtrauen gegenüber einer Gesellschaft geltend, die geprägt ist von einer Vision der Macht, vom Glauben an die unbeschränkten Möglichkeiten einer technischen, instrumentellen Vernunft.“
Der Kunsthistoriker Karlheinz Nowald attestierte dem Papierkünstler Heckmanns, aus seinem Material Figuren und Figurengruppen zu schaffen, „die ihre Zerbrechlichkeit, Verletzlichkeit und Vorläufigkeit als generelle Zerbrechlichkeit, Verletzlichkeit und Vorläufigkeit des Menschenseins überhaupt“ offenbaren würden, „Eigenschaften, die von Jürgen Heckmanns [...] auf eine ganz neue Art, auf nie dagewesene Weise versinnlicht wurden.“
Seine Kunst hat Heckmanns immer wieder für gesellschaftlich bedeutende Themen eingesetzt, wie bei der Ausstellungen Juden in Herford (Ende der 1980er Jahre). Zur Verkehrsproblematik schuf er z. B. für den öffentlichen Raum die Plastik Stehender Verkehr, einen in Form einer Stele gepressten grünen Volvo an einem Verkehrsknotenpunkt von Herford.

## Ausstellungen

### Einzelausstellungen (Auswahl)
- Zeitung. Kaiser-Wilhelm-Museum, Krefeld 1977
- Prärationale Intelligenz. Installation und Ausstellung zu einem Forschungsprojekt der Universität Bielefeld, ZIF (Zentrum für interdisziplinäre Forschung), Bielefeld 1994
- Zwischen den Wänden. Installation und Ausstellung, Münster, Mönchengladbach, Herford 1998–2000
- Stadtgestalten. Projektionen, Altstädterkirche innen/außen, Bielefeld 2002
- Installationen und Objekte. Universitätsbibliothek Bielefeld, 2003
- Lichtzeichen. Installation, Johanniskirche, Herford 2005
- Hülle und Höhlen. Einzelausstellung, Gerbereimuseum Enger, Enger 2007
- Ausstellung in einer privaten Sammlung. Zeichnungen, Installationen, Objekte, Köln 2010
- Kunst in privaten Räumen. Krefeld, 2010
- Installation im Stadttheater Herford, Spielzeiten 2009–2011
- Balance. Neue Arbeiten aus Papier. Universitätsbibliothek Bielefeld, 2011
- Netze, Leitern, Trichter, Röhren. Ausstellung im Einstellungsraum Hamburg, 2012
- Plastische Papierarbeiten. Schloss Detmold, 2013
- Jürgen Heckmanns – Retrospektive. Treppenhaus-Galerie des Herforder Elsbachhauses. 2022

### Gruppenausstellungen (Auswahl)
- Übersicht. Kunst in N.R.W., Bonn 1995
- Installationen und Objekte. Kloster Dalheim (mit Peter Handel) 1997
- Paperart. Speicherstadt, Hamburg 1998
- Unterwegs. Ringlokschuppen, Bielefeld 2006
- Ad Absurdum. Museum Marta Herford 2008
- abgeschlossen. Kunst im Zellentrakt, Herford, 2011

## Filme (Auswahl)
- Kittelfilme. Kurzspielfilm. Informationstage Oberhausen. 15 Min., 1976
- Bürger verändern ihren Stadtteil. Dokumentarfilm, Landeszentrale für politische Bildung NRW. 30 Min., 1977
- Ein Haus bekommt neues Leben. Dokumentarfilm, Landeszentrale für politische Bildung NRW. 30 Min., 1978
- Filme aus Kirchlengern. Sieben Dokumentarfilme in der Länge von 35 bis 60 Minuten, die Personen und Gruppen aus dem Ort Kirchlengern vorstellen. Universität Bielefeld, Audiovisuelles Zentrum, 1981–1982[14]
- EVA. Dokumentarfilm. Landeszentrale für politische Bildung NRW. 40 Min., 1985
- Ich hab mich noch nie so toll gefühlt wie hier -– Beobachtungen während der Bewährungszeit. Dokumentarfilm. Landeszentrale für politische Bildung NRW, 60 Min., 1985

## Veröffentlichungen
- Zeitung (Zur gleichnamigen Ausstellung im Kaiser-Wilhelm-Museum Krefeld), Krefeld, 1977
- mit Thomas Klinger, Hans Albrecht Lusznat: Durchblick. Videofilme selber machen. München, 1983
- mit Christine Brade, Lutz Brade, Jutta Heckmanns (Hrsg.): 700 Jahre jüdische Geschichte und Kultur in Herford. Bielefeld, 1990
- mit Jürgen Buchmann u. a.: Plastische Arbeiten von Jürgen Heckmanns. ProWerk, 2007